# 王铁良
王铁良（1960年5月—），男，河南巩义人，中华人民共和国政治人物。本科学历。

## 生平
1977年8月参加工作。1984年3月加入中国共产党。1999年7月，任中共新郑市委常委、组织部部长；2001年11月，任中共金水区委副书记（2004年2月任正县级）；2005年6月，任金水区区长；
2009年1月，任中共新密市委书记；
2014年3月，任郑州市人大常委会副主任。
2020年4月，涉嫌严重违纪违法，接受调查。